# グロースターの仕たて屋
『グロースターの仕たて屋』（グロースターのしたてや、The Tailor of Gloucester、1903）は、ビアトリクス・ポター作のピーターラビットの絵本である。

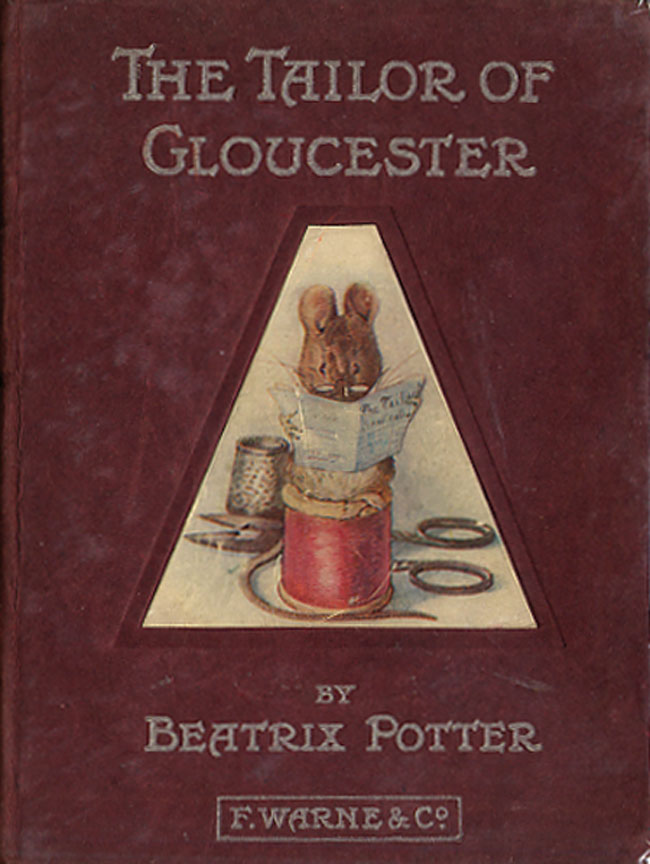

## あらすじ
グロースターの町に貧しい仕立て屋が暮らしていた。

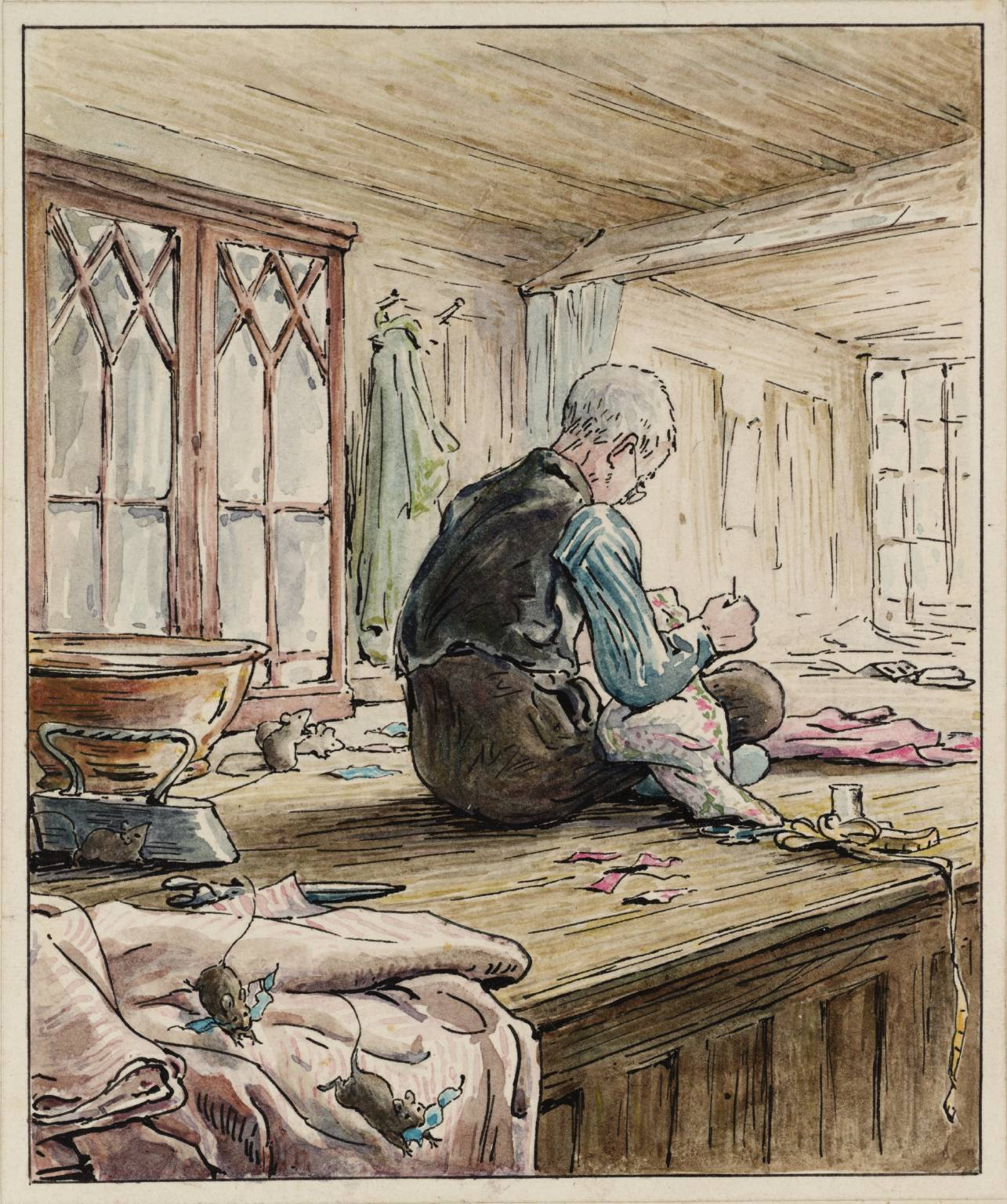

裁ち屑はねずみ用の服を作るのがせいぜいという苦しい生活だったが、クリスマス前のある日（火曜日と思われる）、仕立て屋は市長が土曜日のクリスマスに行う婚礼のための上着の注文を受ける。
布の裁断を終えて家に帰った仕立て屋は、家の切り盛りをしている猫のシンプキンに最後の金で食料と、ボタンホールをかがるためのあな糸を買ってくるように言う。シンプキンが帰ってくるまでに仕立て屋はシンプキンが捕まえて食器の下に閉じ込めておいたねずみを逃がしてしまう。怒ったシンプキンは買ってきたあな糸を隠す。仕立て屋はショックの余り3日間にわたって病気で寝込んでしまう。
クリスマス・イブの深夜、シンプキンは仕立て屋の仕事場に行く。

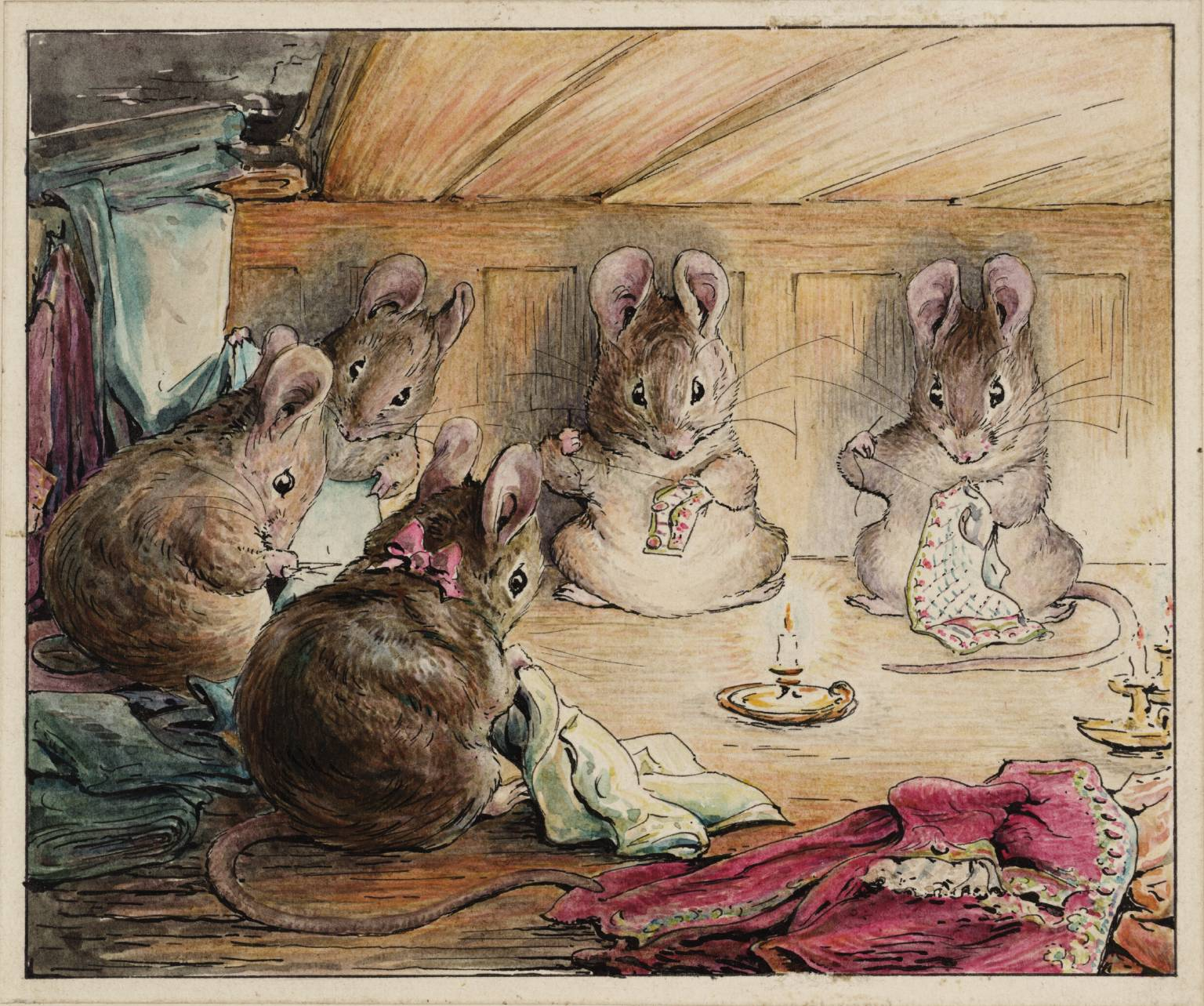

すると、中ではねずみ達が仕立て屋の代わりに上着を縫っていた。クリスマスの朝、目覚めた何も知らない仕立て屋はあな糸と反省したシンプキンを見る。急いで仕事場に行った仕立て屋が見たものは、ボタンホール一つを残して（あな糸が足りなかった）見事に出来上がっていた上着だった。その後もこの仕立て屋は素晴らしい上着を作り続けた。

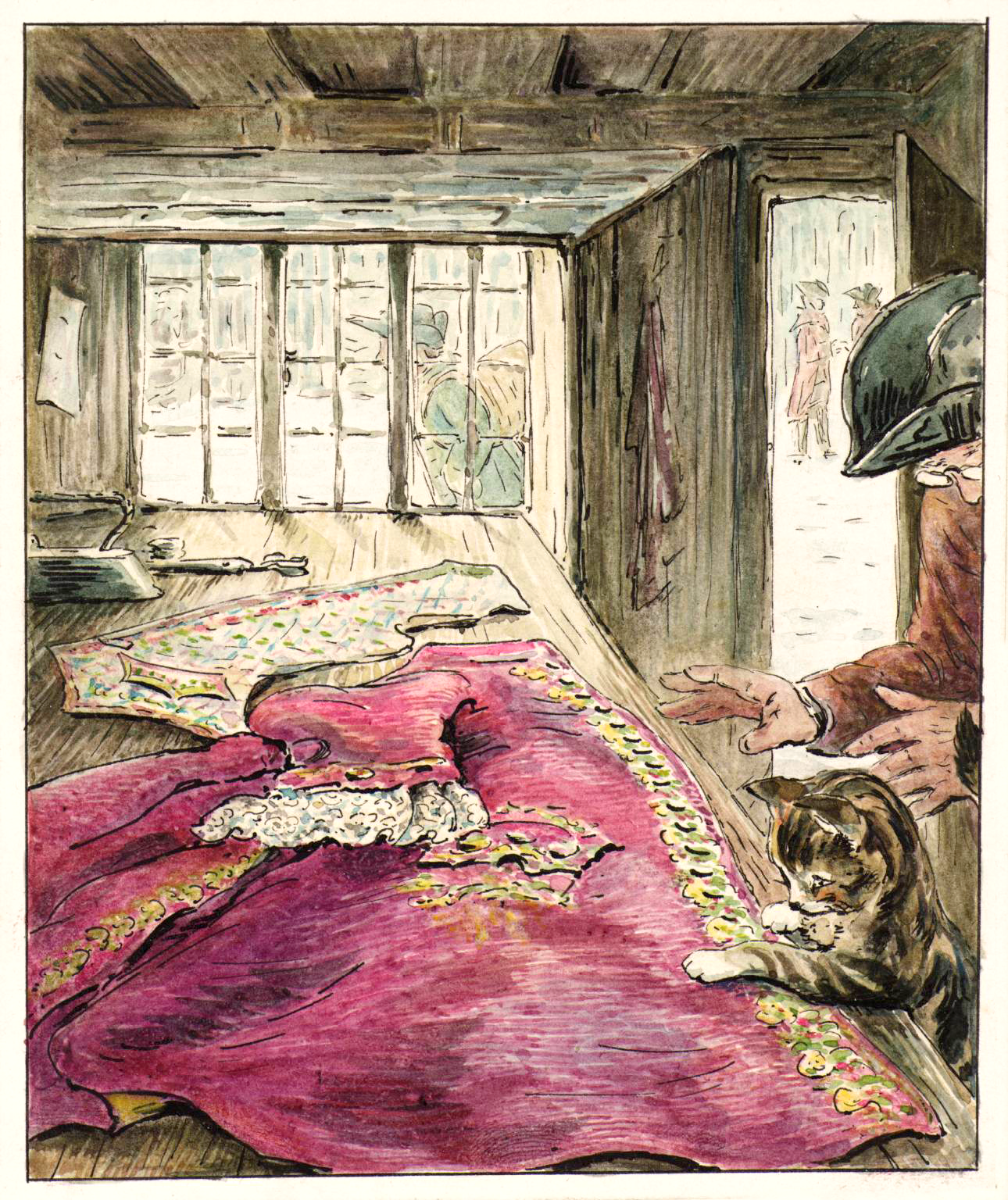

## 過去の映像作品
1995年12月24日にNHK BS2の「BSクリスマススペシャル」で日本初のテレビ放映が行われた。
テレビ放映時の作品はスタジオにセットを組みVTR撮影をしたパートと、ロケーションパートが
組み合わされており、物語に登場するねずみ達は等身大の着ぐるみで忠実に再現されており、
ネコは役者がメイクをした上で無言で演じるなどの意欲作品であった。
日本語吹き替えはベテランの声優を起用し、放映時は二ヶ国語（音声多重）で放映された。
主な制作スタッフと日本語版での放映タイトルは以下の通り。

（※クレジットに関してはテレビ放映クレジットを参考とした）
「グロスターの仕立屋」
- 原作／ベアトリクス・ポター
- 音楽／ダグラス・ヤング
- 脚本・演出／ジョン・マイケルフィリップス
- 制作担当／ティモシー・ウォールフォード（テムズテレビジョン）
- 日本語版台本／九 鮎子
- 日本語版制作／木村絵里子、田中和成、遠藤暁雄
- 制作著作／テムズテレビジョン、ドリームスケーププロダクション（イギリス）

### 声の出演
- ジョン・ブリチャードの声／永井一郎
- 市長の声／池田 勝
- スペック夫人の声／新村礼子
- サムの声／鳥海勝美
- ねずみ1の声／真殿光昭
- ねずみ2の声／石野竜三
- 町の触れ役の声／小林 修

※1995年12月24日、NHK BS2衛星放送にて国内初放映。本編42分10秒、音声多重（二重音声による日本語と英語[原語]）放送。